# Adanaspor A.Ş.
L'Adanaspor A.Ş. és un club esportiu especialitzat en futbol turc de la ciutat d'Adana. El club va ser fundat el 1954. Els seus primers colors van ser el blau marí i el groc. L'any 1966 s'uní als clubs Akınspor i Torosspor, esdevenint professional, i adoptà el taronja i el blanc, que representen els cítrics i el cotó, representatius de l'agricultura de la ciutat. Disputà 21 temporades a la primera divisió del país i la seva millor posició fou una segona la temporada 1980-81.

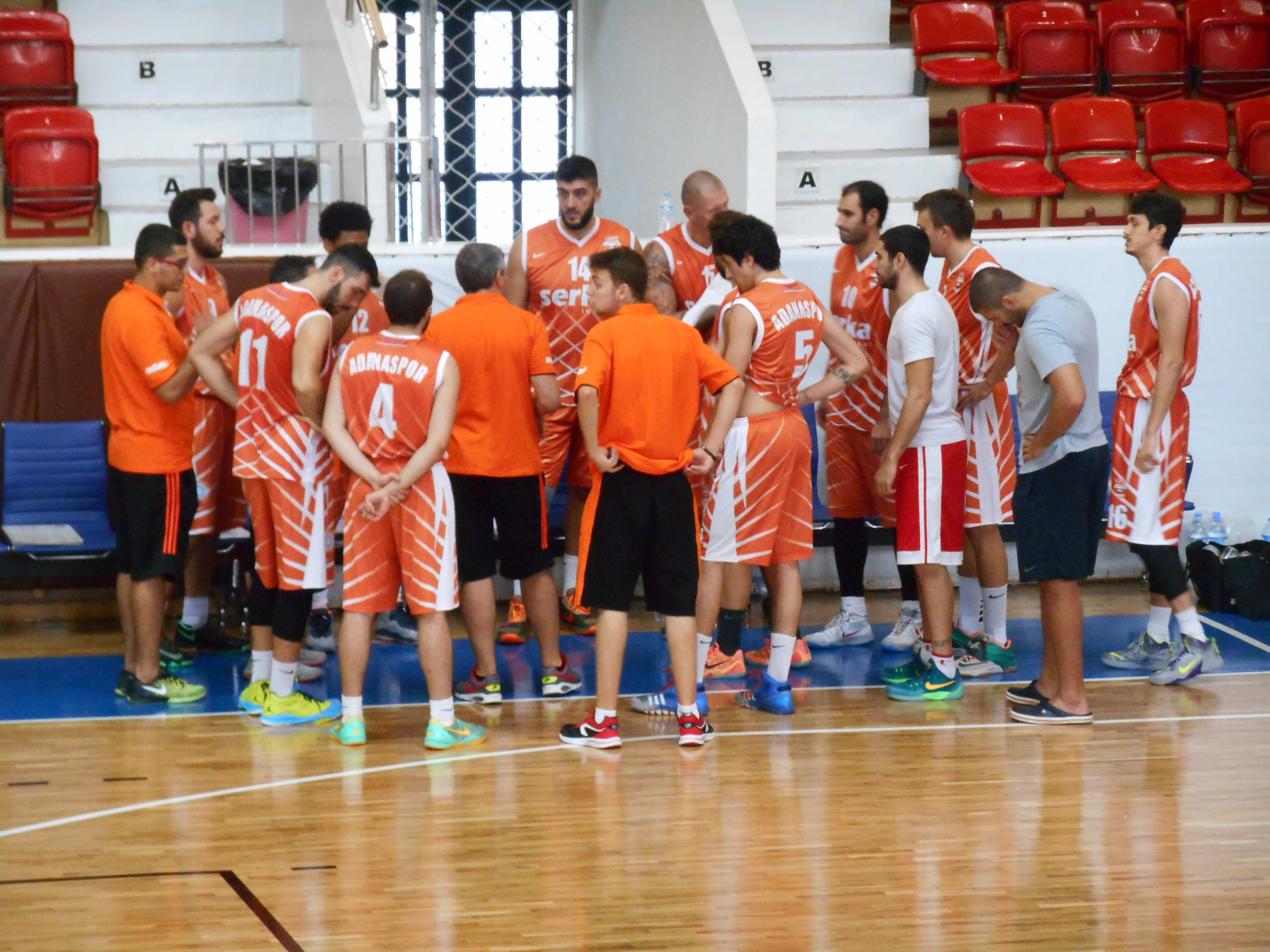
Adanaspor basquet

## Palmarès
- Copa de l'Associació d'Escriptors d'Esports Turcs (8)
- Copa Gençlik ve Spor Bakanlığı (1): 1971/72

## Trajectòria esportiva
- Primera divisió: 1971-1984, 1988-1991, 1998-2001, 2002-2004
- Segona divisió: 1966-1971, 1984-1988, 1991-1998, 2001-2002, 2004-2005
- Tercera divisió: 2005-2006, 2007-
- Quarta divisió: 2006-2007